# Bruce Cabot
Pour les articles homonymes, voir Cabot.

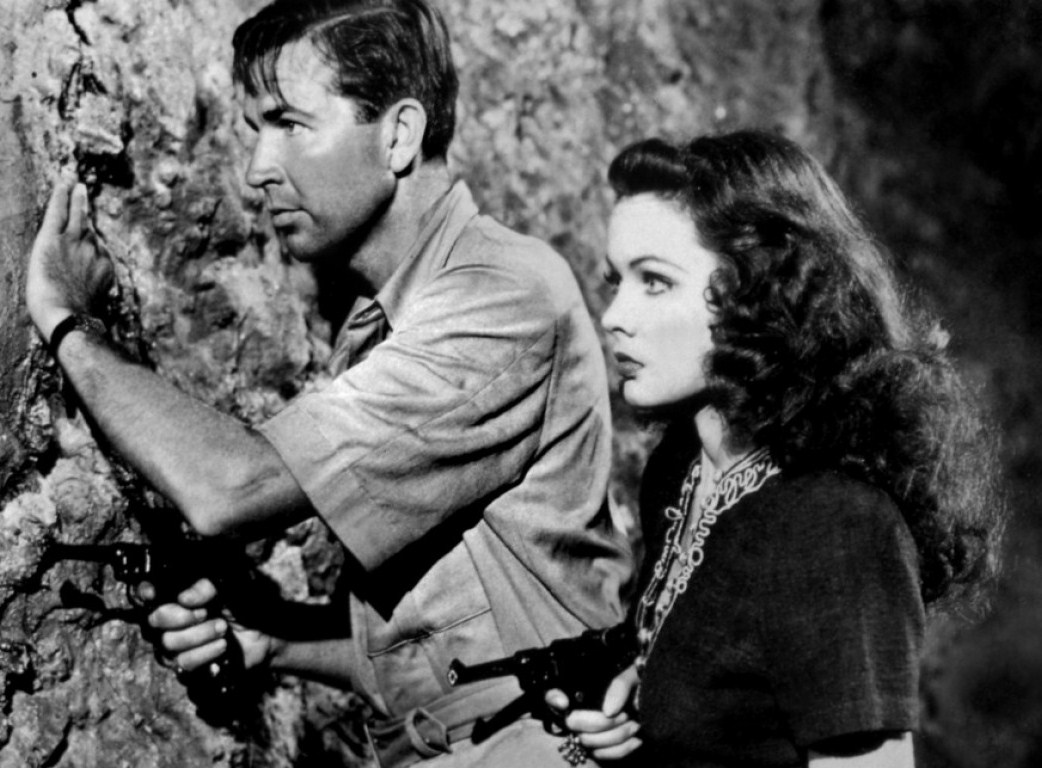
Avec Gene Tierney, dans Crépuscule (1941).

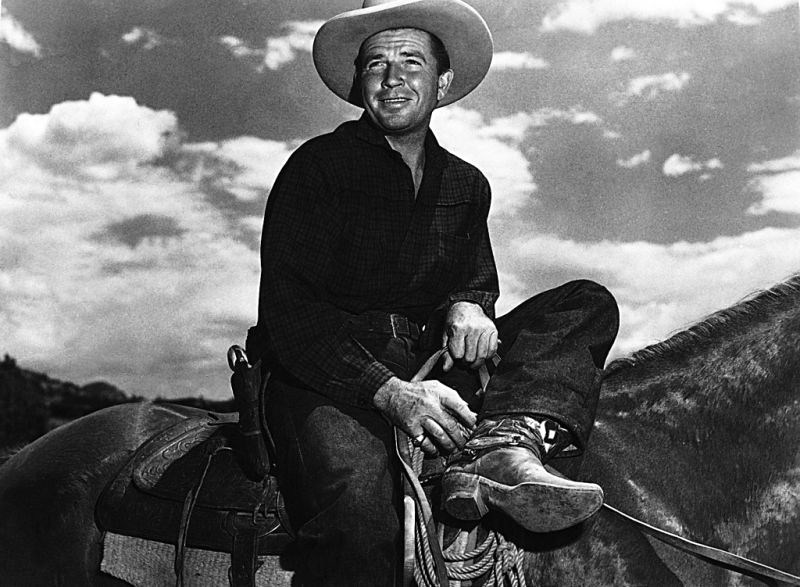
Dans L'Ange et le Mauvais Garçon (1947).

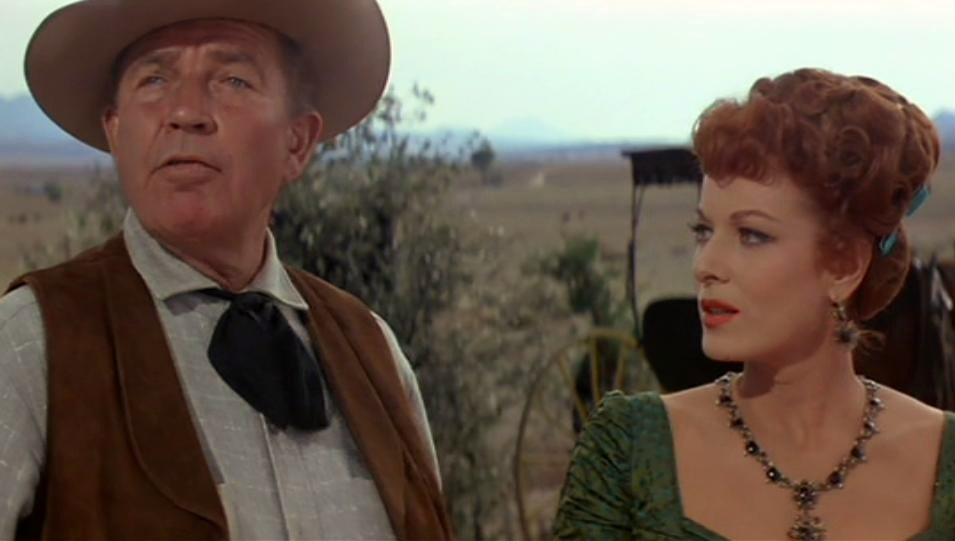
Avec Maureen O'Hara, dans Le Grand McLintock (1963).

Bruce Cabot, né Étienne Pélissier Jacques de Bujac le 20 avril 1904 à Carlsbad (Nouveau-Mexique) et mort le 3 mai 1972 à Los Angeles (Californie), est un acteur américain.

## Biographie
Son père est un avocat d'origine française, et sa mère Julia Armandine Gravesil meurt peu après lui avoir donné naissance. Après moult petits métiers, il rencontre, lors d'une fête à Hollywood, le producteur David O. Selznick, ce qui lance sa carrière d'acteur, qui commence en 1931 et s'achève en 1971, sous le pseudonyme de Bruce Cabot.
Il obtient l'un de ses rôles marquants (celui de Jack Driscoll) dans la version de 1933 de King Kong. Au total, il participe à une centaine de films, dont quelques productions italiennes dans les années 1950, ainsi qu'à une poignée de séries pour la télévision.
En 1942, il quitte les studios de cinéma pour s'enrôler dans l'armée de l'air ; il est lieutenant et part en mission à Tunis pour le transport aérien.
De retour à Hollywood, il apparaît dans plusieurs westerns. Lors du tournage de l'un d'eux (L'Ange et le Mauvais Garçon en 1947), il se lie d'une forte amitié avec l'interprète principal, John Wayne, dont il sera le partenaire dans onze films.
Il meurt d'un cancer des poumons en 1972 à l'âge de 68 ans. Il est enterré dans sa ville natale de Carlsbad, au Nouveau-Mexique.

## Filmographie partielle

### Au cinéma
- 1931 : Heroes of the Flames (en) de Robert F. Hill (non crédité)
- 1931 : Confessions of a Co-Ed (en) de David Burton et Dudley Murphy
- 1932 : Lady with a Past de Edward H. Griffith
- 1932 : The Roadhouse Murder de J. Walter Ruben
- 1932 : The Lost Special de Henry MacRae
- 1933 : Le club des casse-cou (en) (Lucky Devils) de Ralph Ince
- 1933 : Le Fascinateur (The Great Jasper) de J. Walter Ruben
- 1933 : King Kong de Merian C. Cooper et Ernest B. Schoedsack
- 1933 : Scarlet River de Otto Brower
- 1933 : Disgraced de Erle C. Kenton
- 1933 : Flying Devils de Russell Birdwell
- 1933 : Midshipman Jack de Christy Cabanne
- 1933 : Ann Vickers de John Cromwell
- 1933 : Shadows of Sing Sing de Phil Rosen
- 1934 : Filles d'Amérique (Finishing School) de George Nichols Jr. et Wanda Tuchock
- 1934 : Murder on the Blackboard de George Archainbaud
- 1934 : His Greatest Gamble de John S. Robertson
- 1934 : Their Big Moment de James Cruze
- 1934 : Redhead de Melville W. Brown
- 1934 : Men of the Night de Lambert Hillyer
- 1934 : Night Alarm de Spencer Gordon Bennet
- 1935 : Without Children de William Nigh
- 1935 : Let 'Em Have It (en) de Sam Wood
- 1935 : Pas de pitié pour les kidnappeurs (Show Them No Mercy!) de George Marshall
- 1936 : Don't Gamble with Love de Dudley Murphy
- 1936 : Robin des Bois d'El Dorado (The Robin Hood of El Dorado) de William A. Wellman
- 1936 : The Three Wise Guys de George B. Seitz
- 1936 : Le Dernier des Mohicans (The Last of the Mohicans) de George B. Seitz
- 1936 : Furie (Fury) de Fritz Lang
- 1936 : Gardez-les sous les verrous (Don't Turn 'em Loose) de Benjamin Stoloff
- 1936 : The Big Game de George Nicholls Jr.
- 1936 : Legion of Terror de Charles C. Coleman
- 1936 : Sinner Take All de Errol Taggart
- 1937 : Bad Guy de Edward L. Cahn
- 1937 : Love Takes Flight de Conrad Nagel
- 1937 : The Bad Man of Brimstone de J. Walter Ruben
- 1938 : Malfaiteurs au paradis (Sinners in Paradise) de James Whale
- 1938 : Smashing the Rackets (en) de Lew Landers
- 1938 : Tenth Avenue Kid de Bernard Vorhaus
- 1939 : My Son Is Guilty de Charles Barton
- 1939 : Homicide Bureau de Charles C. Coleman
- 1939 : Mystery of the White Room de Otis Garrett
- 1939 : Les Conquérants (Dodge City) de Michael Curtiz
- 1939 : Mickey the Kid de Arthur Lubin
- 1940 : Suzanne et ses idées (Susan and God) de George Cukor
- 1940 : Captain Caution de Richard Wallace
- 1940 : Girls Under 21 de Max Nosseck
- 1941 : La Belle Ensorceleuse (The Flame of New Orleans) de René Clair
- 1941 : Crépuscule (Sundown) d'Henry Hathaway
- 1942 : La Reine de l'argent (Silver Queen) de Lloyd Bacon
- 1943 : Le Chant du désert (The Desert Song) de Robert Florey
- 1945 : Crime passionnel (Fallen Angel) d'Otto Preminger
- 1947 : L'Ange et le Mauvais Garçon (Angel and the Badman) de James Edward Grant
- 1947 : La Vallée maudite (Gunfighters) de George Waggner
- 1949 : Un crack qui craque (Sorrowful Jones) de Sidney Lanfield
- 1951 : Plus fort que la loi (Best of the Badmen) de William D. Russell
- 1950 : Propre à rien ! (Fancy Pants) de George Marshall
- 1952 : Deux Nigauds en Alaska (Lost in Alaska) de Jean Yarbrough
- 1953 : The Story of William Tell de Jack Cardiff (court métrage)
- 1955 : Les Révoltés (Il mantello rosso) de Giuseppe Maria Scotese
- 1956 : Totò quitte ou double (Totò lascia o raddoppia?) de Camillo Mastrocinque
- 1957 : La Blonde enjôleuse (La ragazza del palio) de Luigi Zampa
- 1958 : Un Américain bien tranquille (The Quiet American), de Joseph L. Mankiewicz
- 1958 : La Blonde et le Shérif (The Sheriff of Fractured Jaw) de Raoul Walsh
- 1959 : John Paul Jones, maître des mers (John Paul Jones) de John Farrow
- 1959 : La Terreur des barbares (Il terrore dei barbari) de Carlo Campogalliani
- 1961 : Les Comancheros (The Comancheros) de Michael Curtiz
- 1962 : Hatari ! d'Howard Hawks
- 1963 : Le Grand McLintock (McLintock!) d'Andrew V. McLaglen
- 1964 : Condamné à être pendu (Law of the Lawless) de William F. Claxton
- 1965 : Première victoire (In Harm's Way) d'Otto Preminger
- 1965 : Les Éperons noirs (Black Spurs) de R. G. Springsteen
- 1965 : Cat Ballou d'Elliot Silverstein
- 1965 : Quand parle la poudre (Town Tamer) de Lesley Selander
- 1966 : La Poursuite impitoyable (The Chase) d'Arthur Penn
- 1967 : La Caravane de feu (The War Wagon) de Burt Kennedy
- 1968 : Les Bérets verts (The Green Berets) de Ray Kellogg et John Wayne
- 1968 : Les Feux de l'enfer (Hellfighters) d'Andrew V. McLaglen
- 1969 : Les Géants de l’Ouest (The Undefeated) d'Andrew V. McLaglen
- 1970 : WUSA de Stuart Rosenberg
- 1970 : Chisum d'Andrew V. McLaglen
- 1971 : Big Jake de George Sherman et John Wayne
- 1971 : Les diamants sont éternels (Diamonds are forever) de Guy Hamilton

### À la télévision (séries)
- 1952 : Tales of Tomorrow
  - Saison 1, épisode 15 The Dune Roller
  - Saison 2, épisode 1 Seeing-Eye Surgeon
- 1963 : Première série L'Homme à la Rolls (Burke's Law)
  - Saison 1, épisode 1 Who killed Holly Howard ? d'Hy Averback
- 1964 : Bonanza
  - Saison 6, épisode 7 A Dime's Worth of Glory de William F. Claxton
- 1965 : Daniel Boone
  - Saison 1, épisode 21 The Devil's Four de David Butler